# Гэбриэл, Джеймс
Джеймс Гэбриэл (англ. James Gabriel; 10 октября 1940, Данди — 10 июля 2021, Финикс) — шотландский футболист и футбольный тренер, играл на позиции центрального полузащитника.

## Биография

### Игровая карьера
Гэбриэл в возрасте 15 лет привлёк своей игрой внимание главного тренера «Данди» Вилли Торнтона. Подписав контракт, он был переведён в молодёжную команду, за которую выступал в течение двух сезонов. Дебютировал за «Данди» 13 августа 1958 года в матче Кубка шотландской лиги против «Мотеруэлла», который «Данди» выиграл со счётом 2:1. Он продолжал играть за «Данди» в течение двух сезонов и своей игрой привлёк внимание нескольких клубов.
В марте 1960 года перешёл в английский «Эвертон» — сумма трансфера составила 30 000 фунтов стерлингов, что стало рекордом того времени для молодого игрока. В составе «ирисок» Гэбриэл играл в течение семи сезонов, выиграл чемпионский титула в 1963 году и Кубок Англии в 1966 году, когда в финале со счётом 3:2 был обыгран «Шеффилд Уэнсдей». В 1967 году его карьера в «Эвертоне» оказалась под угрозой после прихода в ливерпульский клуб Алана Болла-младшего и Говарда Кендалла. Всего за «ирисок» во всех турнирах он сыграл 303 матча.
Летом 1967 года перешёл в «Саутгемптон», за который играл в течение пяти сезонов. В составе «святых» он стал ключевым игроком основного состава и был любимцем болельщиков. В последующие годы играл в Англии за такие клубы как «Борнмут», «Суиндон Таун» и «Брентфорд». В 1974 году уехал в США, где играл в течение восьми лет за «Сиэтл Саундерс» и «Сан-Хосе Эртквейкс».

### Тренерская карьера
Параллельно с игровой карьерой был играющим тренером в «Сиэтл Саундерс» и «Сан-Хосе Эртквейкс». Помимо этого, работал ассистентом главного тренера в «Борнмуте» и «Эвертоне», который возглавлял в течение некоторого времени в 1990-х годах.

### Смерть
Скончался 10 июля 2021 года в Финиксе (штат Аризона) в возрасте 80 лет от болезни Альцгеймера.

## Достижения
«Эвертон»
- Чемпион Англии (1) : 1962/63
- Обладатель Кубка Англии (1) : 1966
- Обладатель Суперкубка Англии (1) : 1963